# Saku Puhakainen
Saku Puhakainen (Lappeenranta, Finlandia; 14 de enero de 1975) es un exfutbolista finés que se desempeñaba como delantero.

## Estadísticas
| Club | Div.          | Temporada     | Liga (1) | Liga (1) | Liga (1) | Copas (2) | Copas (2) | Copas (2) | Internacional (3) | Internacional (3) | Internacional (3) | Total (4) | Total (4) | Total (4) | Media goleadora |
| Club | Div.          | Temporada     | Part.    | Goles    | Asist.   | Part.     | Goles     | Asist.    | Part.             | Goles             | Asist.            | Part.     | Goles     | Asist.    | Media goleadora |
| --- | ------------- | ------------- | -------- | -------- | -------- | --------- | --------- | --------- | ----------------- | ----------------- | ----------------- | --------- | --------- | --------- | --------------- |
| FC Kuusysi · Finlandia | 1.ª           | 1995          | 25       | 9        | 0        | -         | -         | -         | -                 | -                 | -                 | 25        | 9         | 0         | 0.36            |
| FC Kuusysi · Finlandia | Total club    | Total club    | 25       | 9        | 0        | 0         | 0         | 0         | 0                 | 0                 | 0                 | 25        | 9         | 0         | 0.36            |
| TPS · Finlandia | 1.ª           | 1996          | 25       | 7        | 0        | -         | -         | -         | -                 | -                 | -                 | 25        | 7         | 0         | 0.28            |
| TPS · Finlandia | 1.ª           | 1997          | 26       | 6        | 0        | -         | -         | -         | -                 | -                 | -                 | 26        | 6         | 0         | 0.23            |
| TPS · Finlandia | 1.ª           | 1998          | 24       | 5        | 0        | -         | -         | -         | 4                 | 2                 | 0                 | 28        | 7         | 0         | 0.25            |
| TPS · Finlandia | 1.ª           | 1999          | 25       | 12       | 0        | -         | -         | -         | -                 | -                 | -                 | 25        | 12        | 0         | 0.48            |
| TPS · Finlandia | Total club    | Total club    | 100      | 30       | 0        | 0         | 0         | 0         | 4                 | 2                 | 0                 | 104       | 32        | 0         | 0.31            |
| MyPa · Finlandia | 1.ª           | 2000          | 32       | 10       | 0        | -         | -         | -         | 2                 | 1                 | 0                 | 34        | 11        | 0         | 0.32            |
| MyPa · Finlandia | 1.ª           | 2001          | 31       | 9        | 0        | -         | -         | -         | -                 | -                 | -                 | 31        | 9         | 0         | 0.29            |
| MyPa · Finlandia | 1.ª           | 2002          | 28       | 13       | 0        | -         | -         | -         | -                 | -                 | -                 | 28        | 13        | 0         | 0.46            |
| MyPa · Finlandia | 1.ª           | 2003          | 26       | 14       | 0        | -         | -         | -         | 2                 | 0                 | 0                 | 28        | 14        | 0         | 0.5             |
| MyPa · Finlandia | 1.ª           | 2004          | 26       | 9        | 0        | -         | -         | -         | 2                 | 1                 | 0                 | 28        | 10        | 0         | 0.36            |
| MyPa · Finlandia | 1.ª           | 2005          | 20       | 8        | 0        | -         | -         | -         | 2                 | 0                 | 0                 | 22        | 8         | 0         | 0.36            |
| MyPa · Finlandia | 1.ª           | 2006          | 17       | 1        | 0        | -         | -         | -         | 4                 | 2                 | 0                 | 21        | 3         | 0         | 0.14            |
| MyPa · Finlandia | 1.ª           | 2007          | 25       | 4        | 2        | -         | -         | -         | 4                 | 0                 | 0                 | 29        | 4         | 2         | 0.14            |
| MyPa · Finlandia | 1.ª           | 2008          | 26       | 5        | 4        | -         | -         | -         | -                 | -                 | -                 | 26        | 5         | 4         | 0.19            |
| MyPa · Finlandia | 1.ª           | 2009          | 26       | 2        | 4        | 6         | 0         | 1         | -                 | -                 | -                 | 32        | 2         | 5         | 0.06            |
| MyPa · Finlandia | Total club    | Total club    | 257      | 75       | 10       | 6         | 0         | 1         | 16                | 4                 | 0                 | 279       | 79        | 11        | 0.28            |
| Total carrera | Total carrera | Total carrera | 382      | 114      | 10       | 6         | 0         | 1         | 20                | 6                 | 0                 | 408       | 120       | 11        | 0.29            |
| (1) Resaltados los goles que le proclamaron máximo goleador del campeonato. (2) Incluye datos de la Copa de la Liga de Finlandia; Copa de Finlandia. (3) Incluye datos de la Copa de la UEFA / Liga Europa de la UEFA; Recopa de Europa de la UEFA; Liga de Campeones de la UEFA; Copa Intertoto de la UEFA. (4) No incluye goles en partidos amistosos. |               |               |          |          |          |           |           |           |                   |                   |                   |           |           |           |                 |

## Palmarés

### Campeonatos nacionales
| Título            | Club | País      | Año  |
| ----------------- | ---- | --------- | ---- |
| Copa de Finlandia | MyPa | Finlandia | 2004 |
| Veikkausliiga     | MyPa | Finlandia | 2005 |